# ステラ・クリストドゥロウ
ステラ・クリストドゥロウ（ギリシャ語: Στέλλα Χριστοδούλου、ラテン文字転写: Stélla Christodoúlou、1991年7月19日 - ）は、ギリシャの女子バレーボール選手。元ギリシャ代表。

## 来歴

### クラブチーム
アテネ出身。ジュニアのクラブを経て、2007年、Panellīniosに入団し4年間プレーした。2011年、Olympiacosへ移籍。在籍した12年でギリシャ国内リーグで優勝8回、準優勝3回の成績を残した。っギリシャカップでは8回の優勝を果たし、2014年の大会ではMVPを受賞した。2012/13～2019/20シーズンにかけては8連覇に大きく貢献し、2016/17、2018/19シーズンの国内リーグではMVPに選ばれた。2017/18シーズンのCEV Challenge Cupで優勝に導き、MVPを受賞した。2020/21シーズンは新型コロナウイルスによるパンデミックによる国内リーグの中止を受け、所属するOlympiacosは契約内容にかかわらず国外で活動する許可を出し、自身はトルコリーグのアイドゥン・ブユクシェヒル・ベレディイェスポルと契約し、トルコリーグ、トルコカップに出場した。その後、再びOlympiacosでプレーし、2021/22、2022/23シーズンのギリシャ国内リーグでは準優勝した。2023年6月、AO Thirasへ移籍することが発表され、チームの主将を務めた。2024/25シーズンも同チームと契約を更新し、ギリシャ国内リーグで3位となった。

### 代表チーム
2009年、シニア代表に初選出された。2015年、ヨーロッパリーグでは銅メダルを獲得した。2018年からは代表チームの主将を務め地中海競技大会に出場し銀メダルを獲得した。2019年、欧州選手権に出場した。2021年の欧州選手権に出場した。2022年、代表での活動から退く意向を示した。

## 球歴
- 欧州選手権 - 2019年、2021年

## 受賞歴
- 2014年 - ギリシャカップ MVP
- 2015年 - ヨーロッパリーグ ベストセッター
- 2017年 - 2016/17ギリシャリーグ MVP
- 2018年 - Challenge Cup MVP
- 2019年 - ギリシャカップ MVP
- 2019年 - 2018/19ギリシャリーグ MVP

## 所属クラブ
- Panellīnios（2007-2011年）
- Olympiacos（2011-2023年）
- アイドゥン・ブユクシェヒル・ベレディイェスポル（2021年）
- AO Thiras（2023-2025年）
- GS Panionios（2025年-）